# Криопротектор

Формула глицерина

Криопроте́кторы — вещества, защищающие живые объекты от повреждающего действия замораживания. Криопротекторы используют при криоконсервации — низкотемпературном хранении живых объектов (другими словами, при замораживании клеточных культур, крови, спермы, эмбрионов, изолированных органов и биологических объектов целиком).
Витрификация имеет важное применение для сохранения эмбрионов, биологических тканей и органов для трансплантации. Стеклование также используется в крионике для устранения повреждений от замерзания.
Криозащитные свойства этих веществ заключаются в понижении температуры стеклования замороженного объекта ниже точки плавления.
Таким образом, криопротекторы предотвращают эффективное замерзание, и система сохраняет некоторую гибкость в стеклообразной фазе, таким образом, ведя себя как аморфное твердое тело, которое затвердевает без образования кристаллов, что может повредить образец.
В случае биологических образцов повреждение в основном вызвано не кристаллами льда (поскольку внутренняя часть клеток обычно не замерзает таким образом, если вообще замерзает), а изменениями осмотического давления и  ионной силы (содержание электролита в жидкости ячейки). 
При замораживании на живые объекты воздействуют два повреждающих фактора: формирование внутриклеточного льда и обезвоживание. Помещение живых объектов в растворы криопротекторов и замораживание в этих растворах снижает или исключает полностью формирование внутриклеточного льда и обезвоживание.
Многие криопротекторы также функционируют, образуя водородные связи с биологическими молекулами при замене молекул воды. Водородная связь в водных растворах важна для правильного функционирования белков и ДНК. Следовательно, когда криопротектор заменяет молекулы воды, биологический материал сохраняет свою естественную физиологическую структуру (и функцию), хотя он больше не погружаeтся в водную среду. Такая стратегия сохранения очень часто наблюдается при ангидробиозе. Замена обычной воды на тяжёлую усиливает действие криопротекторов, благодаря образованию более прочных водородных связей.

## Классификация
Существует большое количество веществ, обладающих криопротекторными свойствами, но в медицинской и лабораторной практике используют не более десятка соединений, которые будут перечислены ниже. Различают криопротекторы двух типов: проникающие и непроникающие.
- К проникающим относят криопротекторы, проникающие внутрь клетки. Проникающие криопротекторы препятствуют формированию кристаллов льда за счёт образования водородных связей с молекулами воды. Наиболее распространенные проникающие криопротекторы: глицерин, пропиленгликоль, этиленгликоль, диметилсульфоксид.
- К непроникающим относят криопротекторы, не проникающие внутрь клеток. Принцип действия непроникающих криопротекторов до конца не ясен. Вероятно, оно двояко: снижение скорости роста кристаллов и защита клетки от осмотических перепадов. К непроникающим криопротекторам относят две группы веществ: олигосахариды (наиболее часто используют сахарозу и трегалозу) и высокомолекулярные соединения (наиболее часто используют фиколл, альбумин, поливинилпирролидон). Использование непроникающих криопротекторов в отсутствие проникающих неэффективно, то есть непроникающие криопротекторы являются дополнительными компонентами в растворах проникающих криопротекторов.

Криопротекторы работают, увеличивая концентрацию растворенных веществ в клетках. Однако для того, чтобы быть биологически совместимыми, они должны (1) легко проникать в клетки и (2) не быть токсичными для самих клеток.
После размораживания живые объекты необходимо освободить от криопротекторов.

## Биологические антифризы
Биологические антифризы включают низкомолекулярные соединения и антифризы. Они встречаются, в частности, у организмов арктического климата. Глицерин, другие полиолы, мочевина и глюкоза, среди прочего, используются в качестве низкомолекулярных соединений. Это соединения, которые легко образуют водородные связи с соседними молекулами воды. Соединения проникая в клеточные мембраны, препятствуют росту кристаллов льда. Это снижает температуру замерзания внутри клеток. В некоторых случаях концентрация воды в клетках также снижается (ангидробиоз).
Большинство белков-антифризов не препятствует замерзанию плазмы клеток, но могут немного задержать его. Их действие основано на том факте, что они препятствуют росту кристаллов льда и защищают уже образовавшиеся кристаллы льда, которые могут действовать как зародыши кристаллизации. В результате получаемые кристаллы остаются мелкими, лед становится мелкозернистым и не может разрушить структуры клетки, даже если промерзнет. После оттаивания клетка возобновляет свои нормальные функции.

### Белки-антифризы
Белки-антифризы(AFP), относятся к классу полипептидов, продуцируемых некоторыми позвоночными, растениями, грибами и бактериями, которые позволяют им выживать в отрицательных средах. Эти белки связываются с маленькими кристаллами льда и препятствуют их росту и перекристаллизации, что в противном случае было бы фатальным. Также появляется все больше доказательств того, что AFP взаимодействуют с клеточными мембранами клеток млекопитающих, чтобы защитить их от повреждения холодом.
Белки-антифризы не понижают температуру замерзания пропорционально концентрации. Скорее, они работают неколлигативно . Это позволяет им действовать как антифриз в концентрациях от 1/300 до 1/500 по сравнению с другими растворенными веществами, с последующей минимизацией их влияния на осмотическое давление . Эти необычные способности объясняются их способностью связываться с определенными поверхностями кристаллов льда.
Белки-антифризы создают разницу между точкой плавления льда и точкой замерзания воды, известной как тепловой гистерезис . Добавление белков AFP на границе раздела между льдом и жидкой водой подавляет термодинамически благоприятный рост кристаллов льда . Рост кристаллов кинетически тормозится AFP, которые покрывают поверхности кристаллов льда, доступные для воды.

## B промышленности
Наиболее распространенными криопротекторами в промышленности являются различные гликоли, то есть полигидроксоспирты (этиленгликоль, пропиленгликоль, глицерин). Этиленгликоль входит в состав жидкостей для зимних автомобильных радиаторов, а пропиленгликоль иногда используется для уменьшения количества кристаллов льда в мороженом и получения более гладкой массы. Другой популярный криопротектор - диметилсульфоксид вместе с глицерином, обычно используемый для защиты биологических образцов (спермы, эмбрионы) во время их хранения в жидком азоте.
Для повышения эффективности криопротекторов и смягчения побочных эффектов от их применения чаще всего используются их смеси. Смесь формамида с диметилсульфоксидом, пропиленгликолем и соответствующим коллоидом долгое время была наиболее эффективным искусственно созданным криопротектором.

## Криопротекторы и эмбриология
Витрификация широко используется в качестве метода криоконсервации эмбрионов и ооцитов. Указанное стеклование достигается за счёт очень быстрого охлаждения, при котором используется высококонцентрированный раствор, который не кристаллизуется при замораживании, так что его вязкость увеличивается с понижением температуры до образования аморфного твёрдого состояния. Скорость снижения температуры достигает 23000 ° С / мин. Чтобы добиться большого изменения температуры на высокой скорости, используется минимальный объём среды (менее 0,1 микролитра) и жидкий азот при -196 °C. Скорость воздействия и замораживания должна быть достаточно высокой, чтобы избежать токсичности и образования внутриклеточных кристаллов, которые могут повредить содержимое клетки. Чтобы добиться очень быстрого обезвоживания, используются криопротекторы в высоких концентрациях. Скорость замораживания / оттаивания косвенно пропорциональна концентрации криопротекторов. Перед замораживанием биологический материал должен быть уравновешен этим криозащитным раствором (в более низкой концентрации), чтобы он мог выдержать осмотический шок. Выживаемость образцов превышает 90 %, и эмбрионы обычно выживают в целости и сохранности.
После точной настройки витрификации в лаборатории выживаемость превышает 90 %, независимо от типа образца. Эмбрионы обычно выживают неповреждёнными (100 % бластомеров). Этот метод полезен как для эмбрионов, так и для ооцитов, но не для сперматозоидов. Чрезвычайная скорость требуется в процессе расстекловывания (оттаивания), удаления пробы из жидкого азота и введения её в середину при 37 °C. Некоторые исследования подчеркивают, что эта скорость оттаивания может быть более важной, чем скорость замораживания, для достижения высокой выживаемости криоконсервированных ооцитов.